# George Town (Kajmany)
George Town – stolica Kajmanów, brytyjskiego terytorium zamorskiego. Położona jest na wyspie Wielki Kajman. George Town to centrum finansowe Kajmanów. Ludność wynosi 27 704 mieszkańców.
Jest obsługiwane przez pobliski port lotniczy Owen Roberts.